# بدائل الملح
بدائل الملح هي بدائل أخرى لملح الطعام ذات محتوى صوديوم أقل؛ والتي يتم تسويقها للتغلب على مشاكل ارتفاع ضغط الدم وأمراض القلب والأوعية الدموية المرتبطة باستقبال كميات كبيرة من مادة كلوريد الصوديوم مع المحافظة على طعم مشابه لملح الطعام.
عادًة ما تحتوي في الغالب على كلوريد البوتاسيوم لأن درجة سميته تقريبًا تعادل تلك التي توجد في الجسم الصحيح (الجرعة القاتلة تعادل 2.5 جم/كجم أو تقريبًا 190 جم لشخص يزن 75 كجم).
من الممكن أيضا استخدام لاكتات البوتاسيوم في تقليل مستويات الصوديوم في منتجات الطعام وعادة يستخدم في منتجات اللحوم والدواجن.
الكمية اليومية المسموح والموصى بها من البوتاسيوم أعلى من الصوديوم، ولكن يستهلك الشخص الطبيعي كمية بوتاسيوم أقل من الصوديوم في اليوم الواحد.
كذلك يتم تسويق حبيبات الأعشاب البحرية كبدائل لملح الطعام.
ومن الممكن لبعض الأدوية والأمراض أن تقلل من معدل إفراز الجسم للبوتاسيوم، وبذلك زيادة خطر احتمالية الإصابة بفرط بوتاسيوم الدم القاتل(زيادة نسبة البوتاسيوم بالدم).
يجب على الأشخاص المصابين بمرض الفشل الكلوي أو الذين يعانون من مشاكل في القلب أو مرض السكر ألّا يستخدموا بدائل الملح؛ وقد أصدر صاحب مصنع (لو سولت) بيانًا استشاريًا يخص الأشخاص اللذين يتناولون العقارات الطبية التالية (أميلوريد ، تريامتيرين ، دايتاك ، كابتوبريل ، العديد من مثبطات الإنزيم المحول للأنجيوتنسين ، سبيرونولاكتون وأبليرينون) بعدم استخدام بدائل الملح دون مشورة طبية.
أحيانا يتم إضافة بعض البروتينات المميهة (مفككة جزئيًا أو كليًا إلى أحماضها الأمينية) أوالنيوكليوتيدات إلى مادة كلوريد البوتاسيوم لتحسين طعم بدائل الملح حيث أن كلوريد البوتاسيوم قد يكون له طعم معدني لدى بعض الأشخاص.